# Rophites foveolatus
Rophites foveolatus är en biart som beskrevs av Heinrich Friese 1900. Rophites foveolatus ingår i släktet blomdyrkarbin, och familjen vägbin. Inga underarter finns listade i Catalogue of Life.